# Bahía Huevo
La bahía Huevo es un cuerpo de agua ubicado en la costa norte del Golfo San Jorge, en el departamento Florentino Ameghino, en la Provincia del Chubut (Patagonia Argentina). Se halla a 27 km al sur en línea recta de la ciudad de Camarones. Se encuentra aproximadamente en la posición geográfica 45°02′49″S 65°42′19″O / -45.04694, -65.70528. Se trata de una pequeña bahía orientada al oeste, separada por una estrecha lengua de tierra de la bahía Gil en el este, a partir de estas dos bahía se forma la península San Antonio, en cuyo extremo se halla el Cabo del Sur.
Esta bahía se encuentra en una ubicación muy protegida con buen recambio de agua. Debido a estas características se desarrolló durante la década de 1990 una experiencia de cultivo de salmón chinook (Oncorhynchus tshawytscha) y trucha arco iris (Oncorhynchus mykiss) del Océano Pacífico en jaula flotante. La experiencia fue interrumpida luego de haberse deteriorado las estructuras flotantes, aparentemente no dimensionadas para resistir los fuertes temporales de la zona. Además las plantas de cachiyuyo (Macrocystis pyrifera) sueltas también generaron complicaciones para este sistema al engancharse en la jaula y los fondeos y ejercer tracción sobre los mismos.